# Super Probotector: Alien Rebels
Super Probotector: Alien Rebels, ou Contra III: The Alien Wars en Amérique du Nord, ou bien Contra Spirits (魂斗羅スピリッツ) au Japon, est un jeu vidéo d'action dit de type run and gun développé et édité par Konami sur Super Nintendo en 1992.
Il est porté sur Game Boy en 1994, et, est renommé Probotector 2 en Europe et Contra: The Alien Wars en Amérique du Nord (le titre étant resté le même au Japon). Puis sur Game Boy Advance en 2003 sous le titre Contra Advance: The Alien Wars EX.

## Synopsis
Nous sommes en l'an 2636, et la Terre est soudainement victime d'une invasion massive d'extra-terrestres belliqueux. Pour lutter contre eux, deux hommes armés décident de les attaquer de front (dans la version PAL, Super Probotector, les humains sont remplacés par des robots dans le cadre d'une censure, afin d'éviter de voir des humains périr à l'écran).

## Système de jeu

### Généralités
Dans la plus pure tradition du shoot'em up, le système se compose d'un bouton de tir, un bouton de saut, un bouton d'attaque spéciale (une bombe détruisant tous les ennemis présents à l'écran). La campagne peut se jouer seul ou à deux, avec trois modes de difficulté.
L'objectif est de progresser au sein des six niveaux, dans lesquels de nombreux boss impressionnants pour l'époque doivent être abattus. L'action est omniprésente, et il n'y a aucun temps mort durant la progression. Il faut terminer le jeu dans le mode le plus difficile pour avoir accès à une fin complète, sans quoi le jeu propose simplement de recommencer la partie avec un mode de difficulté plus élevé (le joueur conserve alors le nombre de vies qu'il possédait à la fin de la partie précédente). Ce principe était assez récurrent à l'époque, et seuls les joueurs les plus persistants accédaient alors aux fins complètes, occasionnant une frustration certaine chez ceux qui ne parvenaient pas à compléter le mode de difficulté le plus avancé.
Chaque combattant peut utiliser deux armes distinctes, et passer de l'une à l'autre avec le bouton X. Il est aussi possible d'utiliser les deux armes en même temps en appuyant simultanément sur les boutons L et R. À divers moments, des containers mobiles apparaissent à certains endroits durant la progression, et se transforment en armement ou options lorsqu'elles sont touchées par les tirs du joueur (le tir par défaut est celui que l'on possède au départ sur les deux armes, et qui est également celui qui reste sur l'arme sélectionnée lorsque le joueur perd une vie) :
- H : Missiles auto-guidés ;
- S : Un tir multi-directionnel vers l'avant ;
- C : Un tir à portée limitée de missiles explosifs ;
- L : Laser ;
- F : Lance-flammes (à portée également limitée) ;
- B : C'est une option de défense, qui projette un boucler temporaire sur le joueur, le rendant invincible sur une durée limitée ;
- Bombe : Ajoute une bombe à l'arsenal du joueur. Chaque vie perdue fait retomber le nombre de bombes à 1.

Une des particularités du jeu est qu'il utilise à de nombreuses reprises le mode 7 de la Super Nintendo, notamment les effets de zoom et de rotation du décor. En effet, étant un des premiers jeux de la console, il a servi de vitrine aux capacités de celle-ci, qui n'étaient encore jamais vues.
Par ailleurs, les niveaux 2 et 5 sont exclusivement en vue de dessus (les autres étant en vue classique de côté), et le personnage doit pivoter pour se déplacer (en utilisant les boutons L ou R pour tourner vers la gauche ou la droite). Les effets de rotation sont principalement utilisés à ces moments, et peuvent dérouter les joueurs néophytes notamment à deux joueurs, lorsque l'écran est séparé (une option dans le menu principal permet cependant de choisir l'écran splitté ou non lors de ces phases).

### Niveaux
- Les niveaux 1 et 2 : Les deux héros mènent une contre-attaque dans les rues d'une grande métropole entièrement occupée par les aliens. Ils réussissent tant bien que mal à repousser l'ennemi.
- Le niveau 3 : Les envahisseurs ont recouvert le ciel d'une épaisse fumée. Voulant mettre fin à leurs agissements, les deux protagonistes vont détruire leurs installations. Pour cela, ils vont grimper en haut d'une tour, probablement le poste de commandement, et éliminer tout ce qui s'y trouve.
- Le niveau 4 : Les deux hommes font maintenant chemin à moto vers le repaire alien dans le désert. Néanmoins, un vaisseau extraterrestre surarmé leur barre la route. Ils vont le détruire à l'aide d'un hélicoptère.
- Le niveau 5 : Une fois arrivés, leur premier objectif est d'éliminer toute résistance en surface.
- Le niveau 6 : Sous terre, les deux soldats sont confrontés au commandant des forces aliens. Une fois éliminé, l'invasion sur Terre est définitivement repoussée. À leur retour, ils sont acclamés en héros.
- Le portage sur Game boy advance modifie les mondes 2 et 5. Le mode 7 est supprimé et deux stages totalement inédit sont proposés : Le monde 2 devient une attaque sur un train, et le monde 5 l'attaque sur un laboratoire alien. Ces deux niveaux sont en fait issus du jeu Contra Hard Corps/Probotector sorti sur la Megadrive. Les dialogues et certains sprites étant supprimés, pour mieux coller à l'ensemble.

## Accueil
- Famitsu : 28/40[4]
- Jeux vidéo Magazine : 15/20 (GBA)[5]

## Rééditions
- 1994 - Game Boy, titré Probotector 2 en Europe, ou Contra: The Alien Wars en Amérique du Nord ;
- 2002 - Game Boy Advance, titré Contra Advance : The Alien Wars EX ;
- 2006 - Console virtuelle de la Wii.